# يورغ جاي كوهن
يورغ جاي كوهن (بالألمانية: Jörg Kühn)‏ هو أستاذ جامعي ومهندس معماري ألماني، ولد في 1 يوليو 1952 في رينهرود في ألمانيا.